# 北4線
北4線 淡水－糞箕湖，是位於新北市的一條鄉道，北起新北市淡水區淡水，南至新北市淡水區糞箕湖，全長4.646公里。北4線沿線有種植櫻花做為行道樹，有滬尾櫻花大道之稱，路線較高處亦可遠眺觀音山區，是淡水地區著名的賞景公路，同時亦扮演了淡水市區至北新莊的替代道路和通往北投的捷徑（需銜接北3線）。本線大部份路段之路名為鄧公路，路名來自學府路口處的台灣二級古蹟鄞山寺（別稱鄧公廟）。

## 路線說明
新北市
- 淡水區：淡水0.0k（起點，台2乙線岔路）→ 學府路 → 鄞山寺右轉 → 鄧公路 → 糞箕湖4.646k（終點，北3線岔路）

## 沿革
| 北4線歷史沿革 | 北4線歷史沿革                           | 北4線歷史沿革                             |
| 年代          | 本編號沿革                              | 本路線沿革                                |
| ------------- | --------------------------------------- | ----------------------------------------- |
| 1961年        | 後厝－大水窟間5.85km                    | 當時非公路或未修築                        |
| 1974年        | 後厝－大水窟間5.85km                    | 編為鄉道公路北24線（淡水－糞箕湖間4.7km） |
| 1976年        | 後厝－大水窟間5.85km                    | 改編為北10線（淡水－糞箕湖間4.6km）       |
| 1983年        | 原北4線改編為北7線，原北10線改編為北4線 | 原北4線改編為北7線，原北10線改編為北4線   |

## 沿線設施
- 捷運淡水站
- 鄞山寺
- 國泰橋（立體交叉跨越台2線登輝大道）
- 滬尾櫻花大道

在2、4公里處各有一座里程碑。

## 交會公路
- 台2乙線
- 北3線

## 外部連結
- 櫻木花道 - 北4 @ 微笑的遇見 （页面存档备份，存于）